# Five Star
Five Star is een Britse popband uit Romford, opgericht in 1983.

## Bezetting
- Denise Pearson[3]: leadzang, songwriter (1983–1995, 2001–2002, 2012–)
- Doris Pearson[4]: zang, songwriter, choreograaf (1983–1995, 2001–2002, 2012–2016)
- Lorraine Pearson[5]: zang, woordvoerder, songwriter (1983–1995, 2001–2002, 2012–2016)
- Stedman Pearson[6]: zang, kostuumontwerper (1983–1995, 2001–2002, 2012–2016)
- Delroy Pearson[7]: zang, songwriter, producent (1983–1995, 2001–2002, 2012–2016)

## Geschiedenis
De groep bestond uit vijf broers/zussen en werd opgericht door hun Jamaicaanse vader Buster Pearson en vroegere muzikant van Wilson Pickett. Pearson trad ook op als hun manager. Hij bracht het materiaal van de groep uit bij zijn eigen label Tent Records. Als veronderstelde Britse versie van The Jacksons had Five Star veel hits in de Britse hitlijst, waarbij de grootste successen in 1986 werden bereikt met de top 10-singles System Addict, Can't Wait Another Minute en Find the Time (beiden geproduceerd door Richard James Burgess) en Rain or Shine (geschreven door Denise). Verdere top 10-hits Stay Out of My Life (geschreven door Denise) en The Slightest Touch volgden in 1987, evenals een BRIT-Award als beste Britse groep. In hetzelfde jaar verscheen ook het derde album Between the Lines.
Hun kraakheldere imago maakte de groep populair bij de pers en de plaatkopers. Boulevardbladen brachten verhalen over het dagelijks leven en de privé-aangelegenheden van de Pearsons, in het bijzonder die van Lorraines verloving met Eddie Murphy in 1988. De groep verkaste naar het grotere landgoed Stone Court in Berkshire, compleet met bewakingscamera's en alarminstallaties aan de veiligheidspoorten. Deze opvallende poging van hun vader om Five Star uit de openbaarheid te houden, leidde vervolgens alleen nog tot een groter interesse en artikels van privénachtclubs en Neverland-achtige attractieparken voor het privégebruik van de familie.
In 1988 dacht de groep dat ze de sound, die hun roem had gebracht, hadden vervolmaakt en wijzigden ze de richting naar een meer volwassen disco/rock/dance-sound (begonnen met de door Leon Sylvers III geproduceerde single Another Weekend). Het succes van het album Rock the World was middelmatig en de platen verkochten slechter dan de vroegere publicaties.
Vanaf dan verminderde de populariteit van de groep gezwind en eind 1989 bereikte de Greatest Hits-compilatie slechts de 53e plaats in de albumhitlijst. Ook in 1989 had de groep een fameus optreden in de Britse tv-show Going Live, waar ze door een tiener via de telefoon werden beledigd. Daar men schijnbaar in de clinch lag met RCA Records, tekende men bij Epic Records voor het komende jaar en produceerde men thuis het zelf geschreven album Five Star. Ondanks intensieve reclame waren de beide singles Treat Me Like a Lady en Hot Love uit dit album flops, werd de geplande derde single What About Me, Baby? uitgesteld en de publicatie van het album in het Verenigd Koninkrijk geannuleerd. Op zoek naar verse mogelijkheden en een nieuwe luisteraarsklasse verhuisde de groep eind jaren 1990 naar de Verenigde Staten, waarbij ook berichten verschenen over hun bankroet.
In 1991 werd het gladde, Amerikaans klinkende album Shine uitgebracht en in 1994 het meer bevredigende en meer volwassen Heart and Soul, dat een duidelijke r&b-inslag had. Tijdens het opvolgende jaar bracht Five Star het album ook uit in het Verenigd Koninkrijk. Vervolgens hield de groep haar eerste grote pauze van het muziekcircuit. Denise trouwde en kreeg kinderen en Delroy werkte als producent.
In 2001 bereikte de 31e officiële single Funktafied de Amerikaanse r&b-hitlijst (#99) en bleef tien weken in de r&b/hiphop-hitlijst (#36). Five Star keerde in 2002 als trio (Stedman, Denise en Lorraine) terug naar het Verenigd Koninkrijk om meerdere tournees aan te gaan, met inbegrip van de Here and Now-tournee in 2002. In 2005 werd System Addict heruitgebracht. Een geplande heruitgave van The Slightest Touch in hetzelfde jaar werd weer verworpen. Plannen voor een hereniging van de groep voor een comeback en het uitbrengen van nieuw materiaal werd besproken in 2006/2007. Onderdeel van deze plannen waren een lucratief contract, een landelijke tournee en een tv-documentatie. De onderhandelingen vielen echter uit. Na een optreden in het vakantieresort Butlins in oktober 2006, waarvoor de groep werd betaald, maar slechts drie imitators 's nachts verschenen, maakte Lorraine haar afscheid uit de groep bekend, terwijl Stedman, Denise en Doris werkten aan solocarrières.
In maart 2007 bracht Sony BMG de compilatie Five Star Performance op dvd uit van al hun bekende muziekvideo's, die de dvd muziekhitlijst haalde (#25). Sinds januari 2009 treedt Denise op in de musical Thriller – Live in het Lyric Theatre in West End.

## Discografie

### Singles
| Single met eventuele hitnotering(en) in de Nederlandse Top 40 | Datum van verschijnen | Datum van binnenkomst | Hoogste positie | Aantal weken | Opmerkingen |
| ------------------------------------------------------------- | --------------------- | --------------------- | --------------- | ------------ | ----------- |
| All Fall Down                                                 | 1985                  | 20-07-1985            | 7               | 11           |             |
| Let Me Be The One                                             | 1985                  | 28-09-1985            | 11              | 6            | Alarmschijf |
| Love Take Over                                                | 1985                  | 23-11-1985            | 27              | 4            |             |
| Find The Time                                                 | 1986                  | 06-09-1986            | 20              | 7            |             |
| Rain Or Shine                                                 | 1986                  | 15-11-1986            | 16              | 6            |             |
| The Slightest Touch                                           | 1987                  | 04-07-1987            | 29              | 5            |             |
| Whenever You're Ready                                         | 1987                  | 19-09-1987            | 18              | 6            |             |
| Somewhere Somebody                                            | 1988                  | 30-01-1988            | tip 10          | -            |             |
| Another Weekend                                               | 1988                  | 25-06-1988            | tip 9           | -            |             |

### Overige Singles
- 1983: Problematic
- 1984: Hide and Seek
- 1984: Crazy
- 1985: R. S. V. P.
- 1986:	System Addict
- 1986: Can't Wait Another Minute
- 1986: If I Say Yes
- 1987: Crunchie Tour '86 (EP)
- 1987:	Stay Out of My Life
- 1987: Are You Man Enough?
- 1987: Strong as Steel
- 1988: Rock My World
- 1988: There's a Brand New World
- 1988: Someone's in Love
- 1988: Let Me Be Yours
- 1989:	With Every Heartbeat
- 1990:	Treat Me Like a Lady
- 1990: Hot Love
- 1991: Shine
- 1995: I Give You Give
- 1995: (I Love You) For Sentimental Reasons
- 2001:	Funktafied

### Albums
| Album met eventuele hitnotering(en) in de Nederlandse Album Top 100 | Datum van verschijnen | Datum van binnenkomst | Hoogste positie | Aantal weken | Opmerkingen |
| ------------------------------------------------------------------- | --------------------- | --------------------- | --------------- | ------------ | ----------- |
| Luxury Of Life                                                      | 1985                  | 17-08-1985            | 25              | 20           |             |
| Silk & Steel                                                        | 1986                  | 30-08-1986            | 24              | 23           |             |
| Between The Lines                                                   | 1987                  | 03-10-1987            | 22              | 5            |             |
| Rock The World                                                      | 1988                  | 03-09-1988            | 54              | 5            |             |

### Overige Albums
- 1990: Five Star
- 1991: Shine
- 1995: Heart and Soul
- 2001: Eclipse

### Compilaties
- 1984: Rare 12" Versions
- 1985: Dub 12" Versions
- 1986: Rain or Shine
- 1987: Greatest Hits & Pics
- 1989:	Five Star's Greatest Hits
- 1994: The Best Of
- 1998: Greatest Hits
- 2004: Legends (3 CD's)
- 2013: The Collection (2 CD's)
- 2013: The Remix Anthology (2 CDs)

### Video's
- 1985: Luxury of Life Video Selection (VHS)
- 1986: If I Say Yes (VHS)
- 1987: Silk & Steel (VHS)
- 1987: Between the Lines (Live at Wembley – Children of the Night Tour 1987) (VHS)
- 2007: Performance (DVD)